# مسجد 300 سنة
مسجد 300 سنة (بالتايلاندية: มัสยิด 300 ปี ) والمعروف أيضا باسم مسجد وادي حسين أو مسجد تالو مانو، هو واحد من أقدم المساجد في تايلاند، يقع المسجد في مقاطعة ناراثيوات وهي من المقاطعات الجنوبية في تايلاند، المسجد لا يزال قيد الاستخدام حتى اليوم من قبل الجالية المسلمة الكبيرة في المنطقة، تم بناء المسجد في عام 1634 لخدمة المجتمع الإسلامي الذين استقروا حديثا في ذلك الوقت، يعد المسجد أقدم مسجد خشبي في تايلاند .

## التاريخ
يعود تاريخ المسجد إلى 300 عام إلى الوراء إلى مملكة فطاني عندما كان يحكمها سلطان المملكة، القرويين الذين كانوا يسكنون المنطقة كانوا من المسلمين والبوذيين وهم من قاموا ببناء المسجد في عام 1634، ويذكر أن هناك أسطورة خلال الحرب بين مملكة سيامي ومملكة فطاني، وهي أن امرأة شابة من قرية في مملكة فطاني فرت من الحرب التي وقعت بين المملكتين، وكانت حارسة على القرآن الكريم في القرية وهربت ومعها في يديها القرآن الكريم ، وقالت انها سقطت في واد صغير، وتم انقاذها من قبل القرويين القريبين من الوادي، وقالت انها فوجأت بأن القرآن مازال في يديها، القرويين ومن ذلك الحين قرروا بناء المسجد بعد انتهاء الحرب، تنص أسطورة أخرى أن المسجد تم بناؤه من قبل وان حسين السناوي وهو مدرس من الذين هاجروا إلى مملكة فطاني في عام 1624.

## العمارة
المسجد يجمع بين عدة أنماط معمارية، فعو خليط العمارة الصينية ووالعمارة التايلاندية وعمارة الملايو، وقد بني المسجد من الخشب من شجرة الطائر الطنان وشجرة الخشب الحديدي لأن المسامير لم تكن اخترعت في ذلك الوقت، وكانت تستخدم أسافين لعقد الخشب في مكانه، تم سقف المسجد الأصلي من أوراق شجرة النخيل وتم تغييره لاحقا إلى البلاط والطين، ويتكون المسجد من مبنيين المبنى الأصغر حيث يقع المحراب وله ثلاث طبقات من السقف، ويحتوي أيضا على مئذنة بنيت على الطريقة الصينية، المبنى الأكبر بناء ذو تأثير معماري تايلاندي أكبر من المبنى الأصغر، جدران كلا المبنيين لديها طراز تايلاندي صيني ماليزي من أشكال التصاميم والأنماط.

## التجديد
في خضم تحضير تايلاند لمنظمة الآسيان، تلقى مسجد 300 سنة على 200 مليون تايلاندي من صندوق بات التايلندي الحكومي، وذلك لتجديد المسجد في وقت مبكر من عام 2014، وسيتم تنفيذ الخطة من قبل المقاطعات الحدودية الجنوبية والمراكز الإدارية، التجديدات تشمل تجديد المسجد وتحسين المناظر الطبيعية المحيطة بها، وإضافة وظائف إلى مركز المجتمع للمسجد، ومع التجديد تأمل الحكومة في جذب المزيد من السياح للمسجد.

## قواعد الدخول والسلوك
لدخول مسجد 300 سنة يجب على المرء أن يحصل على إذن من الإمام المحلي، ويجب على المرء أيضا أن يتقيد باللباس بشكل صحيح وهو يعني أن يلبس المرء السراويل التي تغطي الركبة ومن أعلى التي تغطي الكتفين، ولا يدخل للمسجد أثناء وقت الصلاة لأن ذلك يعني عدم الاحترام، ويتم تشجيع النساء على تغطية شعورهن، ولا يجوز ادخال الغذاء والطعام للمسجد، ويجدب خلع الأحذية قبل الدخول للمسجد .